# Xanthorhoe agelasta
Xanthorhoe agelasta är en fjärilsart som beskrevs av Turner 1904. Xanthorhoe agelasta ingår i släktet Xanthorhoe och familjen mätare. Inga underarter finns listade i Catalogue of Life.